# Draft:4/11 Grappland MMA
Grappland 4/11 MMA — спортивный клуб смешанных единоборств, расположенный в Баку (Азербайджан). Основан в 2022 году.

## История
Клуб был основан в 2022 году тренером по бразильскому джиу-джитсу Фаигом Мамедовым.
С 2023 года в клубе действует секция смешанных единоборств (ММА). Главным тренером и действующим бойцом клуба является Фарид Алибабазаде.

## Деятельность
Клуб специализируется на подготовке спортсменов в бразильском джиу-джитсу и ММА и выступает на международных турнирах (например, в системе AJP Tour).
Официальные страницы клуба публикуют информацию о тренировках и контактные данные, подтверждая активную деятельность команды в Баку.

## СМИ
О деятельности клуба писали независимые СМИ, включая **1news.az** о международном развитии Grappland и сотрудничестве с бойцами UFC.

## История
Клуб был основан в 2022 году тренером по бразильскому джиу-джитсу Фаигом Мамедовым.
С 2023 года в клубе действует секция смешанных единоборств (ММА). Главным тренером и действующим бойцом клуба является Фарид Алибабазаде.

## Деятельность
Клуб специализируется на подготовке спортсменов в дисциплинах бразильского джиу-джитсу и ММА. Его бойцы принимают участие в международных и местных турнирах, включая чемпионаты под эгидой AJP Tour.

## СМИ
О клубе и его тренерах публиковались материалы в азербайджанских и международных спортивных изданиях. В 2025 году о клубе был снят репортаж на местном новостном портале.